# 密點石斑魚
密點石斑魚，又稱網紋石斑魚，俗名為石斑、過仔魚、珠鱠，為輻鰭魚綱鱸形目鱸亞目鮨科的其中一個種。
该物种的模式产地在塞舌尔。

## 分布
本魚分布於印度洋－西太平洋區，包括紅海、東非、日本南部、新喀里多尼亞、台灣等海域。

## 深度
水深4至150公尺。

## 特徵
本魚身體呈紡錘形，側扁，尾鰭後緣截平；頭長為尾柄的3.2至3.8倍。主鰓蓋骨各棘間之距離大致相等，眶間區微凹。眼小，短於吻長。口大；上下頜前端具小犬齒或無，兩側齒細尖，下頜約2至4列。體被細小櫛鱗；側線鱗孔數48至53枚；縱列鱗數96至122枚。背鰭具硬棘5枚，軟條16至18枚；臀鰭硬棘3枚，軟條8枚；腹鰭腹位，末端延伸不及肛門開口；胸鰭圓形，中央之鰭條長於上下方之鰭條，且長於腹鰭，但短於後眼眶長；尾鰭截形或略為彎月形。背鰭軟條部、臀鰭及尾鰭有單純之白邊，側線斑點小於瞳孔，斑點間之底色呈網狀。體長可達60公分。

## 生態
棲息在沿岸岩礁區裡，主要以小魚、甲殼類及其他底棲生物為食。本魚大約長至35至45公分時會性轉變，由雌性轉為雄魚，但並非所有的雌魚會性轉變。

## 經濟利用
為相當美味的食用魚，清蒸最佳。